# مزرعه تک آغاج
مزرعه تک آغاج یک منطقهٔ مسکونی در ایران است که در دهستان ماه‌نشان واقع شده‌است.